# Distretto di Sawankhalok
Il distretto di Sawankhalok (in thailandese: สวรรคโลก) è un distretto (amphoe) della Thailandia, situato nella provincia di Sukhothai.